# Hypothenemus
Genre
Hypothenemus est un genre d'insectes de l'ordre des coléoptères appartenant à la famille des Curculionidae.
Ce genre, à répartition pantropicale ou subtropicale, comprend 179 espèces.
Plusieurs espèces de ce genre sont des ravageurs des cerises du caféier, notamment Hypothenemus hampei, espèce d'origine africaine qui s'est répandue dans la quasi-totalité de l'aire de culture du caféier, Hypothenemus seriatus (Brésil),  Hypothenemus opacus (Brésil),  Hypothenemus flavosquanious (Afrique occidentale),  Hypothenemus pallidus (Afrique occidentale),  Hypothenemus fuscicollis (Brésil),  Hypothenemus buscki (Colombie),  Hypothenemus plumeriae (Brésil) et Hypothenemus polyphagus (Afrique tropicale).

## Liste des espèces
Selon ITIS (27 oct. 2012) :
- Hypothenemus areccae (Hornung, 1842)
- Hypothenemus birmanus (Eichhoff, 1878)
- Hypothenemus californicus Hopkins, 1915
- Hypothenemus columbi Hopkins, 1915
- Hypothenemus crudiae (Panzer, 1791)
- Hypothenemus dissimilis (Zimmermann, 1868)
- Hypothenemus distinctus Wood, 1954
- Hypothenemus erectus LeConte, 1876
- Hypothenemus eruditus Westwood, 1836
- Hypothenemus miles (LeConte, 1878)
- Hypothenemus obscurus (Fabricius, 1801)
- Hypothenemus plumeriae (Nordlinger, 1856)
- Hypothenemus pubescens Hopkins, 1915
- Hypothenemus setosus (Eichhoff, 1868)
- Hypothenemus sparsus Hopkins, 1915

Selon NCBI (27 oct. 2012) :
- Hypothenemus birmanus
- Hypothenemus eruditus
- Hypothenemus hampei
- Hypothenemus setosus